# Martinus Vlietman
Martinus Pieter Vlietman (* 25. Juni 1900 in Amsterdam; † 4. Februar 1970 ebenda) war ein niederländischer Radrennfahrer.

## Sportliche Laufbahn
Vlietman war im Straßenradsport aktiv. Er war Teilnehmer der Olympischen Sommerspiele 1924 in Paris. Im olympischen Straßenrennen belegte er den 29. Platz. In der Mannschaftswertung kam das Team der Niederlande mit Martinus Vlietman auf den 6. Platz.